# Эрнст, Артур Яковлевич
Артур Яковлевич Эрнст (1934—2006) — советский, российский хозяйственный деятель, Герой Социалистического Труда

## Биография
С началом Великой Отечественной войны, в сентябре 1941 года семья была эвакуирована из Сталинградской области в Завьяловский район Алтайского края.
Трудовую деятельность начал в 1949 году счетоводом . После окончания Рубцовского техникума механизации сельского хозяйства в 1956 году, работал техником-электриком.
В 1957—1969 годах — инструктор, затем первый секретарь Тюменцевского районного комитета ВЛКСМ, секретарь комитета КПСС совхоза «Харитоновский» Завьяловского района. В 1968 году закончил Новосибирскую высшую партийную школу.
В 1969 году избран председателем колхоза «Заря Алтая» Завьяловского района. Под его руководством хозяйство стало одним из самых эффективно работающих в крае, школой передового опыта по внедрению новых технологий. Колхозу было присвоено звание «Хозяйство высокой культуры земледелия». Четыре года подряд, в 1977, 1978, 1979 и 1980-м «Заре Алтая» присуждалось первое место в стране и переходящее Красное знамя ЦК КПСС, Совета министров СССР, ВЦСПС и ЦК ВЛКСМ. Седьмую пятилетку колхоз закончил с урожайностью 9,3 центнера зерна с гектара. Восьмая — 11,2, девятая — 18,2 центнера. В десятой пятилетке — 21,2 центнера зерна с гектара. За пять лет десятой пятилетки было выполнено шесть годовых планов по продаже государству зерна, сахарной свеклы, подсолнечника и шерсти. 19 работников хозяйства получили ордена и медали СССР.
Указом Президиума Верховного Совета СССР от 15 мая 1987 года за выдающиеся заслуги в получении высоких урожаев и дополнительного валового сбора при возделывании зерновых культур по интенсивным технологиям Эрнсту Артуру Яковлевичу присвоено звание Героя Социалистического Труда с вручением ордена Ленина и золотой медали «Серп и Молот»
В 1990 году по собственному желанию оставил пост председателя, стало подводить здоровья. После лечения в Барнауле, остался там работать, был начальником отдела по делам колхозов Агропромышленного комитета Алтайского края.
В феврале 1992 года был избран председателем ассоциации «Алтайскотопром», совмещал эту работу с руководством краевым советом колхозов. Хотя по уставу на это должность должен быть работающий председатель колхоза, для Эрнста, учитывая его умение и знания, сделали исключение.
Избирался депутатом Алтайского краевого Совета народных депутатов, депутатом Верховного Совета РСФСР.

## Награды
В 1978 году присвоено звание Героя Социалистического Труда. Кавалер ордена Ленина, «Знак почета», Трудового Красного знамени, Октябрьской революции.
«Почётный гражданин Алтайского края» (2005).